# FV-2
Die FV-2 ist eine Fernverkehrsstraße auf der Insel Fuerteventura. Sie beginnt in der Inselhauptstadt Puerto del Rosario und endet in Morro Jable im Süden der Insel.

## Das Bauvorhaben
Die FV-2 gehört zusammen mit der FV-1 zum großen Bauprojekt der Nord-Süd-Autobahn auf Fuerteventura. Ziel ist, eine durchgängig vierspurige Verbindung zwischen Fuerteventuras Norden mit der Stadt Corralejo und Fuerteventuras Süden mit der Stadt Morro Jable zu errichten.
Bereits fertiggestellt sind die Abschnitte Pecenescal - Morro Jable und Matas Blancas - Costa Calma - Pecenescal. Der insgesamt 14,3 Kilometer lange Abschnitt Matas Blancas - Costa Calma - Pecenescal wurde aufgrund von erheblichen Verzögerungen der Bauarbeiten in drei Teilabschnitten eröffnet. Die Gesamtkosten für den Abschnitt betrugen 44 Mio. Euro.
Der Abschnitt El Cuchillete - Matas Blancas befindet sich aktuell in der Planungsphase.

## Straßenverlauf
|                  | Anschlussstelle     | Anschlussstelle                                                         | Bemerkung |
| ---------------- | ------------------- | ----------------------------------------------------------------------- | --- |
|                  |                     | Beginn der FV-2                                                         | Stadtstraße, kein weiterer Ausbau |
|                  |                     | ab hier 2 × 2 Fahrstreifen                                              | Stadtstraße, kein weiterer Ausbau |
|                  | FV-20               | Antigua                                                                 | Stadtstraße, kein weiterer Ausbau |
| centro           | Puerto del Rosario  |                                                                         | Stadtstraße, kein weiterer Ausbau |
|                  | -                   | / Calle del Duero                                                       | Stadtstraße, kein weiterer Ausbau |
|                  | -                   | / hospital Las Granadas Los Pozos                                       | Stadtstraße, kein weiterer Ausbau |
|                  | FV-2                | auf 4,5 km Länge (2 × 2 Fahrstreifen)                                   | |
|                  | FV-3                | circunvalación / FV-20 Antigua / FV-10 La Olivia / FV-1 Corralejo       | Ausbau abgeschlossen |
|                  |                     | Playa Blanca                                                            | Ausbau abgeschlossen |
| 3                |                     | aeropuerto                                                              | Ausbau abgeschlossen |
|                  | FV-2                | Ende der Ausbaustrecke                                                  | |
|                  |                     | ab hier 1 × 2 Fahrstreifen                                              | |
|                  | centro              | El Matorral                                                             | Ausbau mit 2 × 2 Fahrstreifen in ferner Zukunft (Planung hat noch nicht begonnen)                                                          |
|                  | -                   | El Matorral zona industrial                                             | Ausbau mit 2 × 2 Fahrstreifen in ferner Zukunft (Planung hat noch nicht begonnen)                                                          |
|                  | -                   | zona industrial                                                         | Ausbau mit 2 × 2 Fahrstreifen in ferner Zukunft (Planung hat noch nicht begonnen)                                                          |
|                  | FV-413              | Triquivijate Antigua                                                    | Ausbau mit 2 × 2 Fahrstreifen in ferner Zukunft (Planung hat noch nicht begonnen)                                                          |
| -                | Costa de Antigua    |                                                                         | Ausbau mit 2 × 2 Fahrstreifen in ferner Zukunft (Planung hat noch nicht begonnen)                                                          |
|                  | centro              | Castillo Caleta de Fuste                                                | Ausbau mit 2 × 2 Fahrstreifen in ferner Zukunft (Planung hat noch nicht begonnen)                                                          |
|                  | -                   | Castillo Caleta de Fuste                                                | Ausbau mit 2 × 2 Fahrstreifen in ferner Zukunft (Planung hat noch nicht begonnen)                                                          |
| puerto deportivo | -                   |                                                                         | Ausbau mit 2 × 2 Fahrstreifen in ferner Zukunft (Planung hat noch nicht begonnen)                                                          |
|                  | -                   | urbanización hornos de cal de La Guirra                                 | Ausbau mit 2 × 2 Fahrstreifen in ferner Zukunft (Planung hat noch nicht begonnen)                                                          |
|                  | -                   | urbanización                                                            | Ausbau mit 2 × 2 Fahrstreifen in ferner Zukunft (Planung hat noch nicht begonnen)                                                          |
|                  | -                   | Salinas del Carmen                                                      | Ausbau mit 2 × 2 Fahrstreifen in ferner Zukunft (Planung hat noch nicht begonnen)                                                          |
|                  | -                   | Barranco de la torre                                                    | Ausbau mit 2 × 2 Fahrstreifen in ferner Zukunft (Planung hat noch nicht begonnen)                                                          |
|                  | -                   | Los Alares                                                              | Ausbau mit 2 × 2 Fahrstreifen in ferner Zukunft (Planung hat noch nicht begonnen)                                                          |
|                  | FV-50               | Antigua                                                                 | Ausbau mit 2 × 2 Fahrstreifen in ferner Zukunft (Planung hat noch nicht begonnen)                                                          |
|                  | FV-420              | Pozo Negro Granja experimental poblado de La Atalayita                  | Ausbau mit 2 × 2 Fahrstreifen in ferner Zukunft (Planung hat noch nicht begonnen)                                                          |
|                  | centro              | Tequital                                                                | Ausbau mit 2 × 2 Fahrstreifen in ferner Zukunft (Planung hat noch nicht begonnen)                                                          |
|                  | FV-20               | Tuineje Antigua                                                         | aktuell in Planung: neuer Straßenverlauf mit 2 × 2 Fahrstreifen                                                                            |
| FV-4             | Gran Tarajal puerto |                                                                         | aktuell in Planung: neuer Straßenverlauf mit 2 × 2 Fahrstreifen                                                                            |
|                  | FV-511              | Juan Gopar                                                              | aktuell in Planung: neuer Straßenverlauf mit 2 × 2 Fahrstreifen                                                                            |
| Gran Tarajal     | FV-511              |                                                                         | aktuell in Planung: neuer Straßenverlauf mit 2 × 2 Fahrstreifen                                                                            |
|                  | FV-520              | Gran Tarajal puerto                                                     | aktuell in Planung: neuer Straßenverlauf mit 2 × 2 Fahrstreifen                                                                            |
|                  | -                   | Violane                                                                 | aktuell in Planung: neuer Straßenverlauf mit 2 × 2 Fahrstreifen                                                                            |
| FV-525           | Giniginámar         |                                                                         | aktuell in Planung: neuer Straßenverlauf mit 2 × 2 Fahrstreifen                                                                            |
|                  | FV-511              | Tesejerague -> FV-56                                                    | aktuell in Planung: neuer Straßenverlauf mit 2 × 2 Fahrstreifen                                                                            |
| -                | zona industrial     |                                                                         | aktuell in Planung: neuer Straßenverlauf mit 2 × 2 Fahrstreifen                                                                            |
|                  | centro              | Tarajalejo                                                              | aktuell in Planung: neuer Straßenverlauf mit 2 × 2 Fahrstreifen                                                                            |
|                  |                     | Fahrtrichtung Süd: zweispurig auf 1100 m (Fahrtrichtung Nord einspurig) | aktuell in Planung: neuer Straßenverlauf mit 2 × 2 Fahrstreifen                                                                            |
|                  |                     | Fahrtrichtung Nord: zweispurig auf 700 m (Fahrtrichtung Süd einspurig)  | aktuell in Planung: neuer Straßenverlauf mit 2 × 2 Fahrstreifen                                                                            |
|                  | FV-56               | Cardón                                                                  | aktuell in Planung: neuer Straßenverlauf mit 2 × 2 Fahrstreifen                                                                            |
| centro           | La Lajita           |                                                                         | aktuell in Planung: neuer Straßenverlauf mit 2 × 2 Fahrstreifen                                                                            |
|                  |                     | 1 × 2 Fahrstreifen auf 1200 m                                           | aktuell in Planung: neuer Straßenverlauf mit 2 × 2 Fahrstreifen                                                                            |
|                  |                     | Fahrtrichtung Süd: zweispurig auf 1100 m (Fahrtrichtung Nord einspurig) | aktuell in Planung: neuer Straßenverlauf mit 2 × 2 Fahrstreifen                                                                            |
|                  |                     | Fahrtrichtung Nord: zweispurig auf 1000 m (Fahrtrichtung Süd einspurig) | aktuell in Planung: neuer Straßenverlauf mit 2 × 2 Fahrstreifen                                                                            |
|                  | FV-2                | auf 22 km Länge (2 × 2 Fahrstreifen)                                    | |
| 62               | FV-603              | Matas Blancas                                                           | Bauphase II.a (2010 bis 2015)vierstreifiger Neubau Matas Blancas - Costa Calma und Ortsumgehung Costa Calma                                |
| 64               | FV-603              | Costa Calma (este)                                                      | Bauphase II.a (2010 bis 2015)vierstreifiger Neubau Matas Blancas - Costa Calma und Ortsumgehung Costa Calma                                |
| 64               | FV-605              | Pajara                                                                  | Bauphase II.a (2010 bis 2015)vierstreifiger Neubau Matas Blancas - Costa Calma und Ortsumgehung Costa Calma                                |
| 67               | -                   | Costa Calma (oeste) Playas de Jandia (Costa Calma)                      | Bauphase II.a (2010 bis 2015)vierstreifiger Neubau Matas Blancas - Costa Calma und Ortsumgehung Costa Calma                                |
| 67               | FV-603              | Playa de la Barca                                                       | Bauphase II.a (2010 bis 2015)vierstreifiger Neubau Matas Blancas - Costa Calma und Ortsumgehung Costa Calma                                |
| x                |                     | Playa Esmeralda nur noch über FV-603 zu erreichen                       | Bauphase II.b (2010 bis 2017)vierstreifiger Neubau zwischen Costa Calma (West) und der ehemaligen Straßenkreuzung Richtung Playa Esmeralda |
| 74               | FV-602              | El Salmo (nur Fahrtrichtung Nord)                                       | Bauphase II.c (2010 bis 2019)vierstreifiger Neubau zwischen der ehemaligen Straßenkreuzung Richtung Playa Esmeralda und Pecenescal         |
| 77               | FV-602              | Mal Nombre                                                              | Bauphase I (abgeschlossen) |
| 79               | FV-602              | Butihondo                                                               | Bauphase I (abgeschlossen) |
|                  | FV-2                | Ende der Ausbaustrecke                                                  | |
|                  |                     | ab hier 1 × 2 Fahrstreifen                                              | |
|                  | FV-2                | Morro Jable                                                             | Stadtstraße, kein weiterer Ausbau |
|                  | -                   | urbanización                                                            | Stadtstraße, kein weiterer Ausbau |
|                  |                     | Fahrtrichtung Nord: zweispurig auf 450 m (Fahrtrichtung Süd einspurig)  | Stadtstraße, kein weiterer Ausbau |
|                  | -                   | Vinamar                                                                 | Stadtstraße, kein weiterer Ausbau |
|                  |                     | ab hier 2 × 2 Fahrstreifen                                              | Stadtstraße, kein weiterer Ausbau |
| 3x               | -                   | centro ciudad Morro Jable                                               | Stadtstraße, kein weiterer Ausbau |
|                  |                     | ab hier 1 × 2 Fahrstreifen                                              | Stadtstraße, kein weiterer Ausbau |
|                  | -                   | centro ciudad Morro Jable                                               | Stadtstraße, kein weiterer Ausbau |
|                  | -                   | Cofete Puerto de la Cruz                                                | Stadtstraße, kein weiterer Ausbau |
|                  |                     | Ende der FV-2                                                           | Stadtstraße, kein weiterer Ausbau |